# One Love (песня The Prodigy)
«One Love» — 6-й сингл британской группы The Prodigy, выпущенный в октябре 1993 года. Это первый сингл со второго студийного альбома группы Music For The Jilted Generation.

## Композиция
В песне «One Love» и её ремиксе от продюсера Jonny L используется семпл под названием «Arabic Chant (Allah)» из библиотеки британской звукозаписывающей компании Zero-G. В песне «Full Throttle» используется реплика Люка Скайуокера из фильма «Звёздные войны. Эпизод IV: Новая Надежда». В песне «Rhythm of Life» используются семплы из следующих песен: «Whole Lotta Love» группы Led Zeppelin, «Everybody Say Love» группы The Magi & Emanation, «African Man» музыканта Игги Поп и «Illegal Subs» группы Kaotic Chemistry.

## Музыкальное видео
Клип был сделан американской компанией Hyperbolic Systems с использованием трёхмерной компьютерной графики. В клипе изображён храм, внутри которого танцуют стилизованные фигуры. На стенах храма происходит постоянная смена изображений. Панорама периодически перемещается по помещению и смещается за его пределы. В финале изображена стилизованная скульптура участников группы.

## Список композиций

### 12" vinyl record
1. «One Love» (Original Mix) — 5:50
2. «Rhythm of Life» (Original Mix) — 5:05
3. «Full Throttle» (Original Mix) — 5:28
4. «One Love» (Jonny L Remix) — 5:10

### CD single
1. «One Love» (Edit) — 3:53
2. «Rhythm of Life» (Original Mix) — 5:05
3. «Full Throttle» (Original Mix) — 5:28
4. «One Love» (Jonny L Remix) — 5:10

## Чарты

### Недельные чарты
| Чарт (1993)                     | Высшая позиция |
| ------------------------------- | -------------- |
| Австралия (ARIA)                | 225            |
| Нидерланды (Dutch Top 40)       | 13             |
| Швеция (Sverigetopplistan)      | 28             |
| Швейцария (Schweizer Hitparade) | 30             |
| Великобритания (OCC UK Singles) | 8              |